# جيم لايلي
جيم لايلي (بالإنجليزية: Jim Lyle)‏ هو لاعب كرة قاعدة أمريكي، ولد في 24 يوليو 1900 في ليك في الولايات المتحدة، وتوفي في 10 أكتوبر 1977 في ويليامسبورت في الولايات المتحدة.

## وصلات خارجية
- جيم لايلي على موقعبيزبول رفرنس.كوم (الدوري الرئيسي) (الإنجليزية)
- جيم لايلي على موقعبيزبول رفرنس.كوم (الدوري الثانوي) (الإنجليزية)